# João Padula Nomelini
João Padula Nomelini (n. 1933 – f. 2007) foi um empresário e industrial brasileiro, reconhecido por sua contribuição fundamental ao desenvolvimento do setor odontológico nacional e internacional. Fundador da empresa Gnatus, foi uma das principais lideranças do polo industrial de Ribeirão Preto (SP), cidade onde nasceu e consolidou seu legado empresarial. 

## Biografia
João Padula Nomelini nasceu em 1933, em Ribeirão Preto, no interior do estado de São Paulo. Com forte espírito empreendedor, dedicou-se desde jovem à indústria metalúrgica, com foco na produção de equipamentos de alta tecnologia voltados à odontologia e à área da saúde.
Foi pai de cinco filhos, mantendo uma vida familiar pautada em valores de trabalho, integridade e visão de futuro.

## Carreira e legado
João fundou a Gnatus, que rapidamente se consolidou como uma das maiores fabricantes de equipamentos odontológicos da América Latina. Sob sua liderança, a empresa passou a exportar para mais de 100 países, tornando-se símbolo da qualidade da engenharia e da inovação brasileira no setor da saúde.
A Gnatus produzia consultórios completos, compressores, fotopolimerizadores, ultrassons, entre outros equipamentos de precisão voltados a consultórios e clínicas. Com processos industriais avançados, a marca ganhou notoriedade internacional, sendo amplamente utilizada em universidades, hospitais e redes privadas de odontologia.
Em 2016, após décadas de crescimento, a empresa fundiu-se com a também tradicional Dabi Atlante, resultando na criação da Alliage, um dos maiores grupos de equipamentos médico-odontológicos do mundo, com sede em Ribeirão Preto e presença global. 

## Reconhecimento
João Padula Nomelini é amplamente lembrado como um dos maiores empresários da história da odontologia brasileira. Sua atuação foi essencial para transformar Ribeirão Preto em um dos maiores polos industriais odontológicos do país, gerando empregos, fomentando exportações e consolidando o Brasil como referência tecnológica na área.
Recebeu diversas homenagens póstumas por sua contribuição ao setor, sendo citado por entidades industriais, profissionais da odontologia e publicações especializadas. 
Seu legado permanece vivo por meio da trajetória da Gnatus, da continuidade do grupo Alliage e do impacto que causou na vida de milhares de profissionais da saúde ao redor do mundo.